# Jaume Olives
Jaume Olives (činný 1550–1572) byl katalánský výrobce portolánových (námořních) map a kartografů.
Narodil se na Mallorce. Pocházel z rozsáhlého klanu Olivesů (Olivů), který působil v 16. a 17. století na Baleárech (ostrov Mallorca), v Itálii (Benátky, Livorno, Messina, Neapol), Španělsku (Barcelona) i Francii (Marseille). Pravděpodobně se vyučil konstrukci a kreslení portolánových map v Palmě ve staré čtvrti Santa Maria de la Clastra. První práce pocházejí z Marseille – dochovaná mapa z roku 1550. Další práce pocházejí ze sicilské Messiny (z let 1552, 1553, 1561. Pak pracoval v Neapoli (1563, 1564). Další místo kde působil byla opět Marseille (1566). Jeho poslední dokazatelné působení je Barcelona (1572).
Na celém světě se prokazatelně dochovalo šest nautických atlasů od tohoto autora. Z roku 1563 se dochoval portolánový atlas ve Vědecké knihovně v Olomouci, který se skládá ze sedmi pergamenových listů. Na titulní straně je zobrazena větrná růžice s autorskými údaji.
2. list obsahuje východní Středozemní moře od západního Řecka po levantské pobřeží s Černým mořem a Azovským mořem.
3. list obsahuje střední část Středozemního moře od Jónského moře po Baleáry a katalánské pobřeží.
4. list obsahuje západní část Středozemního moře (přes Gibraltar) a atlantické pobřeží od průlivu Skagerrak na severu až po dnešní marocké pobřeží (Bílý mys), včetně Britských ostrovů a výběžků Islandu na severu a Labradoru na západě.
5. list obsahuje atlantické pobřeží od mysu Finisterre až po Zelený mys (Cabo Verde) na Jihu, včetně Kanárských a Kapverdských ostrovů a Madeiry.
6. list obsahuje severní část Atlantského oceánu s ostrovy, včetně severoamerického pobřeží.
7. list obsahuje východní Středomoří od Korfu po Kypr včetně jihotureckého, levantského a severoafrického pobřeží bez Černého moře.
Olivovými konkurenty byli Vesconte di Maggiolo (1504?–1551) z Janova či Battista Agnese (činný 1535–1564) z Benátek.